# Alle mine tankar
"Alle mine tankar" (em português:  "Todos os meus pensamentos") foi o título da canção que representou a Noruega no Festival Eurovisão da Canção 1993 que teve lugar em Millstreet, na Irlanda.
Foi interpretada em norueguês Silje Vige. Na noite do festival, foi a 25.ª e última canção a ser interpretada, a seguir à canção israelita Shiru, interpretada por Sarah'le Sharon e The Shiru Group. Terminou a competição em quinto lugar, tendo recebido um total de 120 pontos. No ano seguinte, no Festival Eurovisão da Canção 1994, a Noruega fez-se representar com a canção Duett, interpretada por Elisabeth Andreassen e Jan Werner Danielsen.

## Autores
A canção tinha letra e música de Bjørn-Erik Vige (curiosamente o pai da cantora) e foi orquestrada por Rolf Løvland.

## Letra
A canção é uma balada, com Silje Vige dirigindo as suas palavras a um amante. Não está claro na letra da canção se o homem é de fa(c)to um amante ou se se trata de uma afeição não retribuída, visto que Vige parece dar aos encontros um significado emotivo.

## Versões
Vige lançou também um versão em inglês desta canção intitulada "Love's tokens"